# 2012年ロンドンオリンピックのバヌアツ選手団
2012年ロンドンオリンピックのバヌアツ選手団（2012ねんロンドンオリンピックのバヌアツせんしゅだん）は、2012年7月27日から8月12日までイギリスのロンドンで開催されたロンドンオリンピックバヌアツ選手団の名簿。

## 選手団
- 人員: 選手 5人
- 開会式旗手: アノリン・ルル

## 種目別選手・スタッフ名簿及び成績

### 陸上競技
- Arnold Sorina（男子800m）1分54秒29 予選敗退
- Janice Alatoa（女子100m）13秒60 予備予選敗退

### 柔道
- Nazario Fiakaifonu（男子100kg超級）第1回戦敗退

### 卓球
- Yoshua Shing（男子シングルス）予選敗退
- アノリン・ルル（女子シングルス）予選敗退